# Saphanodes juheli
Saphanodes juheli là một loài bọ cánh cứng trong họ Cerambycidae.